# 德国核能

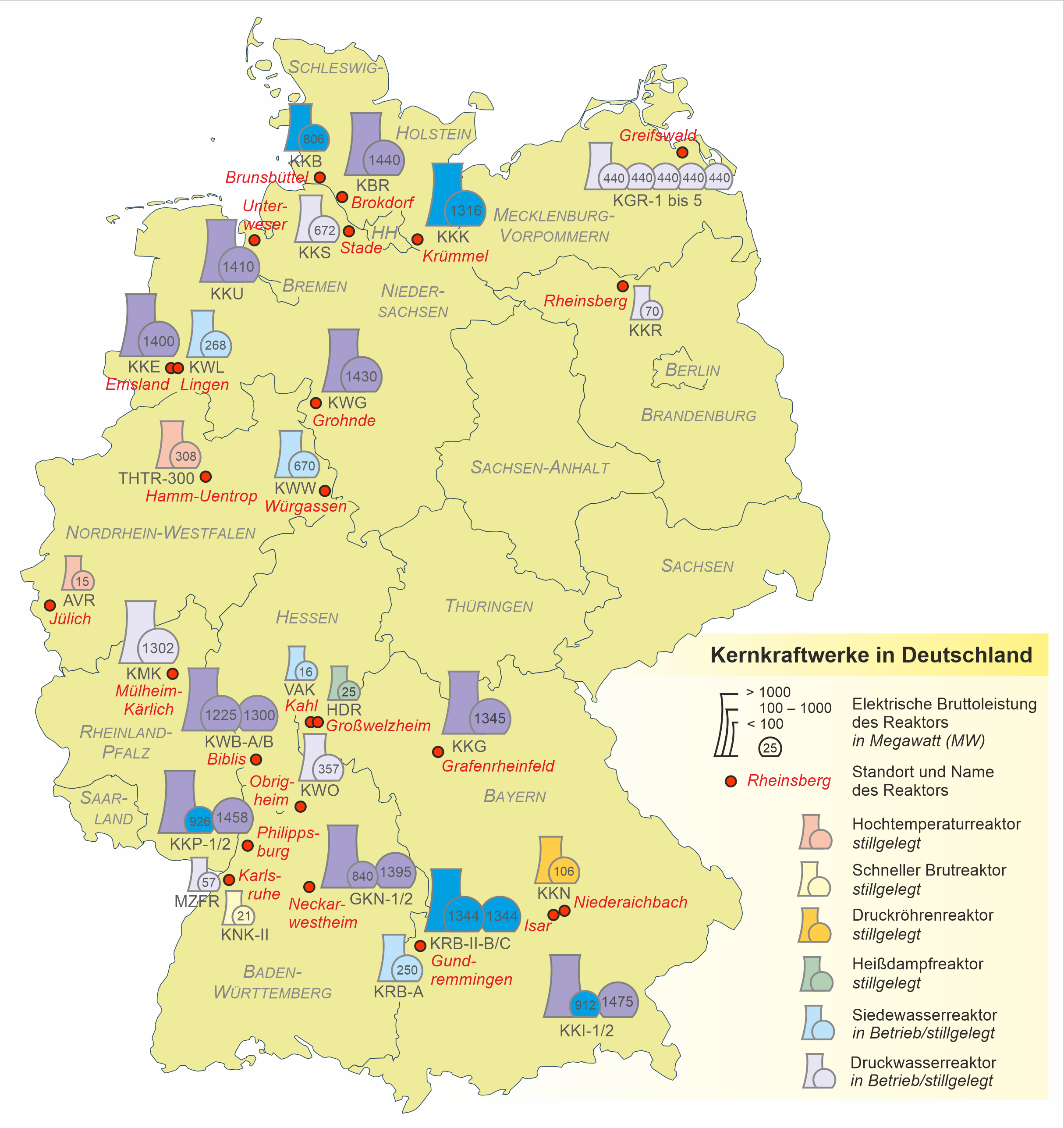
在德国的核电站（截至2015年）

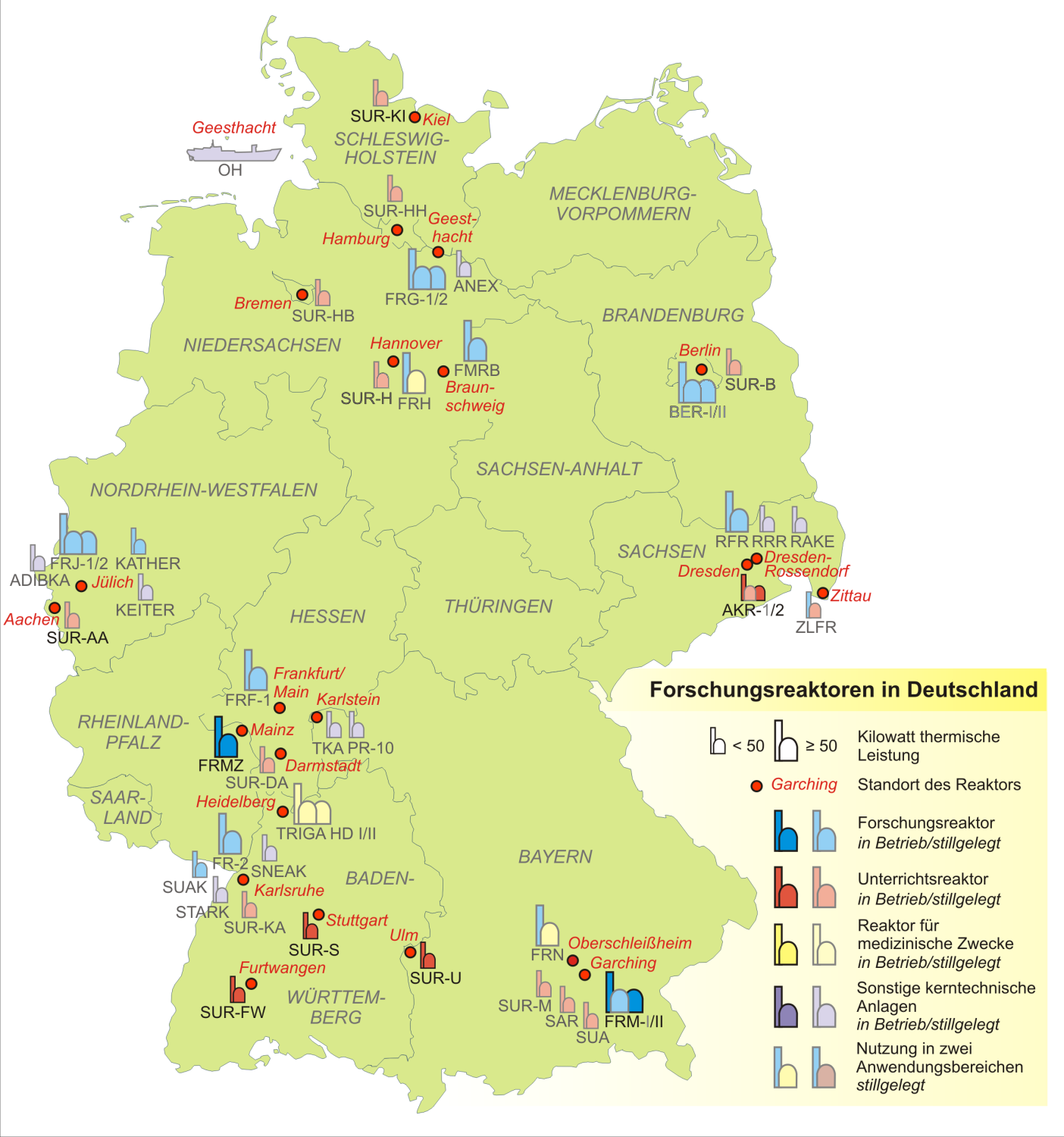
在德国的研究反应堆

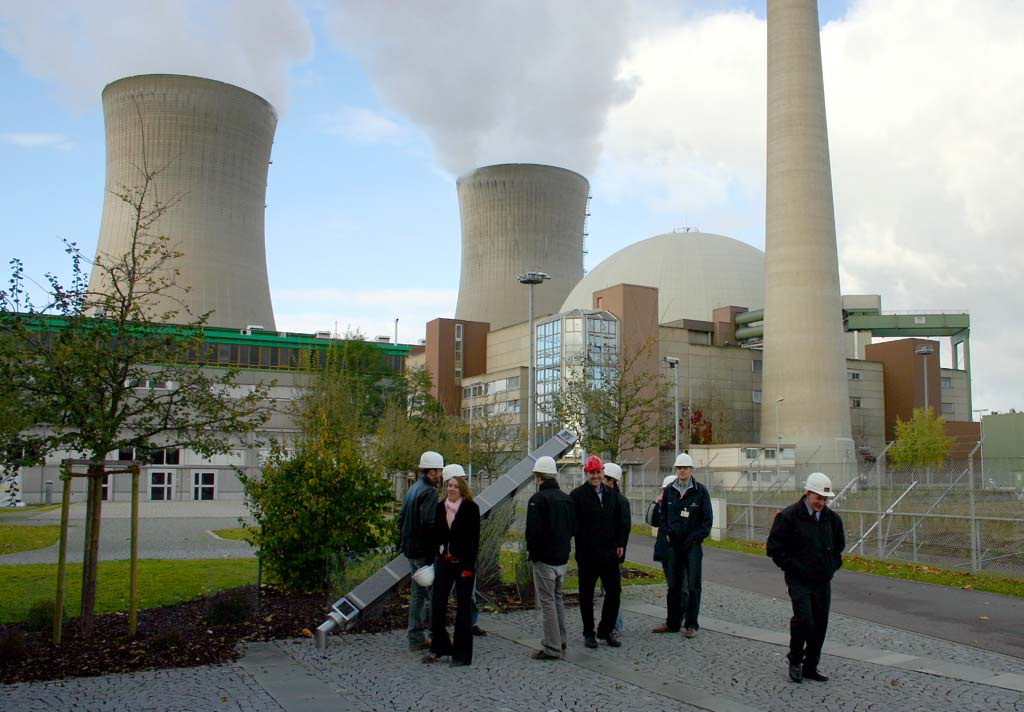
德国的格拉芬莱茵费尔德核电站。总理默克尔领导的联合政府于2011年5月30日宣布，德国的17座核电站将在2022年被关闭，随着日本福岛第一核电站事故而做政策逆转。

德國核能始於1950年代和1960年代的研究反应堆，第一座商業核電廠於1969年投入使用。但目前德國的核能發電政策已經走向廢核階段，2011年巴登-符騰堡邦的菲利普斯堡核電廠一號機已除役，二號機於2019年底除役，德國半數核電廠將於2021年底退役(包括布羅克多夫核電廠、格羅恩德核電廠、貢德雷明根核電廠)，僅存的六座核電廠預定於2022年底前全面停止運作，2022年俄羅斯入侵烏克蘭后为了稳定能源供应，德国延长最后三座核電站运营1年，2023年4月15日德国最后三座核電站停止运营，德国不再使用核能發電。

## 历史

### 发展与反对
德国从1957年至2004年大约有110个核设施投入运行，包括用来发电的核能反应堆和研究用途的核反应堆，第一座研究核反应堆"慕尼黑研究反应堆"于1957年在加兴开始运作。位于美因河畔卡尔的实验卡尔核电厂于1962年2月又作为第一个核电厂连到电网。第一个商用化核电站厂奥布里格海姆核电厂开始运行于1969年，作为第一个并网电站一直工作到2005年。
德國的反核運動有著悠久的歷史，1950年代和60年代的德国出版物包含对于核电的一些特点批评，包括其安全。核废料处理被普遍认为是一个主要的问题，公开的关注早在1954年就被表达了。1964年，一个作者说出“因为核废料的必要的最终处置的危险和成本，可能会使得有必要放弃核能的发展。”1980年代以來，德國社會就已經對於使用核能與廢除核能發電問題產生社會對立，在1986年切尔诺贝利核事故后愈演愈烈。

### 廢止核電
2000年時德國政府原本決定逐步淘汰核能發電，在格哈德·施羅德擔任總理期間，社會民主黨与綠黨政府頒布法令，德國將在 2022年之前最終放棄使用核電，但是到2010年秋天基民盟/基社盟政府改變主意，延長核能發電廠使用年限12年，這一延長引發了抗議活動。
在2011年3月福岛第一核电站事故后德国发生大规模反核示威，5月30日為了回應德國公眾對福岛核灾难再次引發的對核能利用的擔憂，德國政府宣布恢复在2022年關閉所有核反應器的計劃。8月6日德國宣布永久關閉八座核反應器，9月德国工程巨头西门子公司宣布完全撤出核工业 。在德国剩下的4个核电公司是E.ON有限公司，Vattenfall欧洲核能有限公司，莱茵集团电力公司，和EnBW公司。
在2011年，核電在德國所有發電中佔了17.7%，2010年的比例則為22.4%，到了2019年核能發電量占總發電量的13.8%。
2022年俄羅斯入侵烏克蘭後，德國能源政策--先前在很大程度上依賴俄羅斯進口（特別是天然氣）--遭到严重挑战， 2022年8月21日，德國經濟部長綠黨的羅伯特‧哈貝克表示，德國不會逆轉淘汰核電的政策，但他對延長巴伐利亞伊薩爾核電站壽命的想法持開放態度。9月5日，聯邦政府宣布剩餘三座核電廠中的兩座 (內卡韋斯特海姆2号机组、伊薩爾2号机组)延長運行至2023年4月，10月10日总理蕭茲宣布埃姆斯蘭核電站也將繼續運作至2023年4月15日。
2023年4月15日德国最后三座核電站停止运营，德国不再使用核能發電。然而在2024年有调查显示德國過半民眾認為關閉核電廠政策是錯誤的，德国虽然废除核电，但其大量进口法国电力，以补充不稳定的再生能源发电，而法国电力有2/3由核电站生产。在野黨基民盟/基社盟和执政联盟的自民黨也呼籲重啟核電，但負責核電廠運營的公司表示，由於核電廠拆除工作已進行數月，技術上已無再重啟的可能性，而新建核电站也缓不济急。

## 运营商
- E.ON有限公司
- Vattenfall欧洲核能有限公司（英语：Vattenfall Europe Nuclear Energy GmbH）
- 莱茵集团电力公司
- EnBW（英语：EnBW）公司

2011年9月，西门子公司宣布将退出核领域，该公司一直是负责构建德国现有全部17座核电站，继福岛核事故和德国能源政策的随后变化。它将不再在世界任何地方建造核电厂。该公司董事长彼得·罗旭德（Peter Löscher）表示，“西门子正在结束与俄罗斯联邦原子能机构（Rosatom）的合作计划，这是一家俄罗斯国家控股的核电公司，在未来二十年在整个俄罗斯建设几十个核电厂。” 罗旭德一直支持德国政府已经规划的能源过渡计划到可再生能源技术，称这是一个“世纪工程”，并说，到2020年达到35％可再生能源的柏林的目标是可行的。

## 核電站列表
| 论 编                   |        |                    |           |            |               |                |                |                |
| 名稱                    | 反應爐 | 反應爐             | 反應爐    | 狀態       | 裝置容量 (MW) | 動工           | 商业运营       | 關閉           |
| 名稱                    | 編號   | 種類               | 模組      | 狀態       | 裝置容量 (MW) | 動工           | 商业运营       | 關閉           |
| 卡爾核電站              | 1      | 沸水反应堆         |           | 已除役     | 15            | 1958年7月1日   | 1962年2月1日   | 1985年11月25日 |
| 莱茵斯贝格核电站        | 1      | 壓水反應爐         | VVER-70   | 已關閉     | 62            | 1960年1月1日   | 1966年10月11日 | 1990年6月1日   |
| AVR反應堆               | 1      | 高溫氣冷堆         |           | 已關閉     | 13            | 1961年8月1日   | 1969年5月19日  | 1988年12月31日 |
| MZFR                    | 1      | 重水反應爐         |           | 已關閉     | 52            | 1961年12月1日  | 1966年12月19日 | 1984年5月3日   |
| 貢德雷明根核電站        | A      | 沸水反应堆         | BWR-1     | 已關閉     | 237           | 1962年12月12日 | 1967年4月12日  | 1977年1月13日  |
| 貢德雷明根核電站        | B      | 沸水反应堆         | BWR-72    | 已關閉     | 1284          | 1976年7月20日  | 1984年7月19日  | 2017年12月31日 |
| 貢德雷明根核電站        | C      | 沸水反应堆         | BWR-72    | 已關閉     | 1288          | 1976年7月20日  | 1985年1月18日  | 2021年12月31日 |
| 林根核電站              | 1      | 沸水反应堆         |           | 已關閉     | 183           | 1964年10月1日  | 1968年10月1日  | 1977年1月5日   |
| 大維爾茨海姆核電站      | 1      | 沸水反应堆         |           | 已除役     | 25            | 1965年1月1日   | 1970年8月2日   | 1971年4月20日  |
| 奧布里希海姆核電站      | 1      | 壓水反應爐         |           | 已關閉     | 340           | 1965年3月15日  | 1969年3月31日  | 2005年5月11日  |
| 下艾希巴赫核電站        | 1      | 氣體冷卻重水反應爐 |           | 已關閉     | 100           | 1966年6月1日   | 1973年1月1日   | 1974年7月31日  |
| 施塔德核電站            | 1      | 壓水反應爐         |           | 已關閉     | 640           | 1967年12月1日  | 1972年5月19日  | 2003年11月4日  |
| 維爾加森核電站          | 1      | 沸水反应堆         | BWR-69    | 已關閉     | 640           | 1968年1月26日  | 1975年11月11日 | 1994年8月26日  |
| 格賴夫斯瓦爾德核電站    | 1      | 壓水反應爐         | VVER-400  | 已關閉     | 408           | 1970年3月1日   | 1974年7月12日  | 1990年2月14日  |
| 格賴夫斯瓦爾德核電站    | 2      | 壓水反應爐         | VVER-400  | 已關閉     | 408           | 1970年3月1日   | 1975年4月16日  | 1990年2月14日  |
| 格賴夫斯瓦爾德核電站    | 3      | 壓水反應爐         | VVER-400  | 已關閉     | 408           | 1972年4月1日   | 1978年5月1日   | 1990年2月28日  |
| 格賴夫斯瓦爾德核電站    | 4      | 壓水反應爐         | VVER-400  | 已關閉     | 408           | 1972年4月1日   | 1979年11月1日  | 1990年7月22日  |
| 格賴夫斯瓦爾德核電站    | 5      | 壓水反應爐         | VVER-400  | 已關閉     | 408           | 1976年12月1日  | 1989年11月1日  | 1989年11月24日 |
| 格賴夫斯瓦爾德核電站    | 6      | 壓水反應爐         | VVER-400  | 完工未啟用 | 408           |                |                |                |
| 布倫斯比特爾核電站      | 1      | 沸水反应堆         | BWR-69    | 已關閉     | 771           | 1970年4月15日  | 1977年2月9日   | 2011年8月6日   |
| 菲利普斯堡核電站        | 1      | 沸水反应堆         | BWR-69    | 已關閉     | 890           | 1970年10月1日  | 1980年3月26日  | 2011年8月6日   |
| 菲利普斯堡核電站        | 2      | 壓水反應爐         | KWU       | 已關閉     | 1402          | 1977年7月7日   | 1985年4月18日  | 2019年12月31日 |
| THTR-300反應堆          | 1      | 高溫氣冷堆         | PBR       | 已除役     | 296           | 1971年5月3日   | 1987年6月1日   | 1988年9月29日  |
| SNR-300反應堆           | 1      | 快中子增殖反应堆   |           | 完工未啟用 | 327           | 1972年         |                | 1985年         |
| 比布利斯核電站          | 1      | 壓水反應爐         | KWU       | 已關閉     | 1167          | 1970年1月1日   | 1975年2月26日  | 2011年8月6日   |
| 比布利斯核電站          | 2      | 壓水反應爐         | KWU       | 已關閉     | 1240          | 1972年2月1日   | 1977年1月31日  | 2011年8月6日   |
| 內卡韋斯特海姆核電站    | 1      | 壓水反應爐         | KWU       | 已關閉     | 785           | 1972年2月1日   | 1976年12月1日  | 2011年8月6日   |
| 內卡韋斯特海姆核電站    | 2      | 壓水反應爐         | KWU       | 已關閉     | 1310          | 1982年11月9日  | 1989年4月15日  | 2023年4月15日  |
| 伊薩爾核電站            | 1      | 沸水反应堆         | BWR-69    | 已關閉     | 878           | 1972年5月1日   | 1979年3月21日  | 2011年8月6日   |
| 伊薩爾核電站            | 2      | 壓水反應爐         | KWU       | 已關閉     | 1410          | 1982年9月15日  | 1988年4月9日   | 2023年4月15日  |
| 溫特威瑟核電站          | 1      | 壓水反應爐         | KWU       | 已關閉     | 1345          | 1972年7月1日   | 1979年9月6日   | 2011年8月6日   |
| 克呂梅爾核電站          | 1      | 沸水反应堆         | BWR-69    | 已關閉     | 1346          | 1974年4月5日   | 1984年3月28日  | 2011年8月6日   |
| KNK II                  | 1      | 快中子增殖反應堆   |           | 已關閉     | 17            | 1974年9月1日   | 1979年3月3日   | 1991年8月23日  |
| 格拉芬萊茵費爾德核電站  | 1      | 壓水反應爐         | KWU       | 已關閉     | 1275          | 1975年1月1日   | 1982年6月17日  | 2015年6月27日  |
| 米爾海姆-卡爾利希核電站 | 1      | 壓水反應爐         | B & W     | 已關閉     | 1219          | 1975年1月15日  | 1987年8月8日   | 1988年9月9日   |
| 布羅克多夫核電站        | 1      | 壓水反應爐         | KWU       | 已關閉     | 1410          | 1976年1月1日   | 1986年12月22日 | 2021年12月31日 |
| 格羅恩德核電站          | 1      | 壓水反應爐         | KWU       | 已關閉     | 1360          | 1976年6月1日   | 1985年2月1日   | 2021年12月31日 |
| 埃姆斯蘭核電站          | 1      | 壓水反應爐         | KWU       | 已關閉     | 1329          | 1982年8月10日  | 1988年6月20日  | 2023年4月15日  |
| 施滕達爾核電站          | 1      | 壓水反應爐         | VVER-1000 | 未完工     |               | 1983年         |                | 1990年         |
| 施滕達爾核電站          | 2      | 壓水反應爐         | VVER-1000 | 未完工     |               | 1983年         |                | 1990年         |
| 施滕達爾核電站          | 3      | 壓水反應爐         | VVER-1000 | 未建造     |               |                |                |                |
| 施滕達爾核電站          | 4      | 壓水反應爐         | VVER-1000 | 未建造     |               |                |                |                |